# Физико-географическая страна

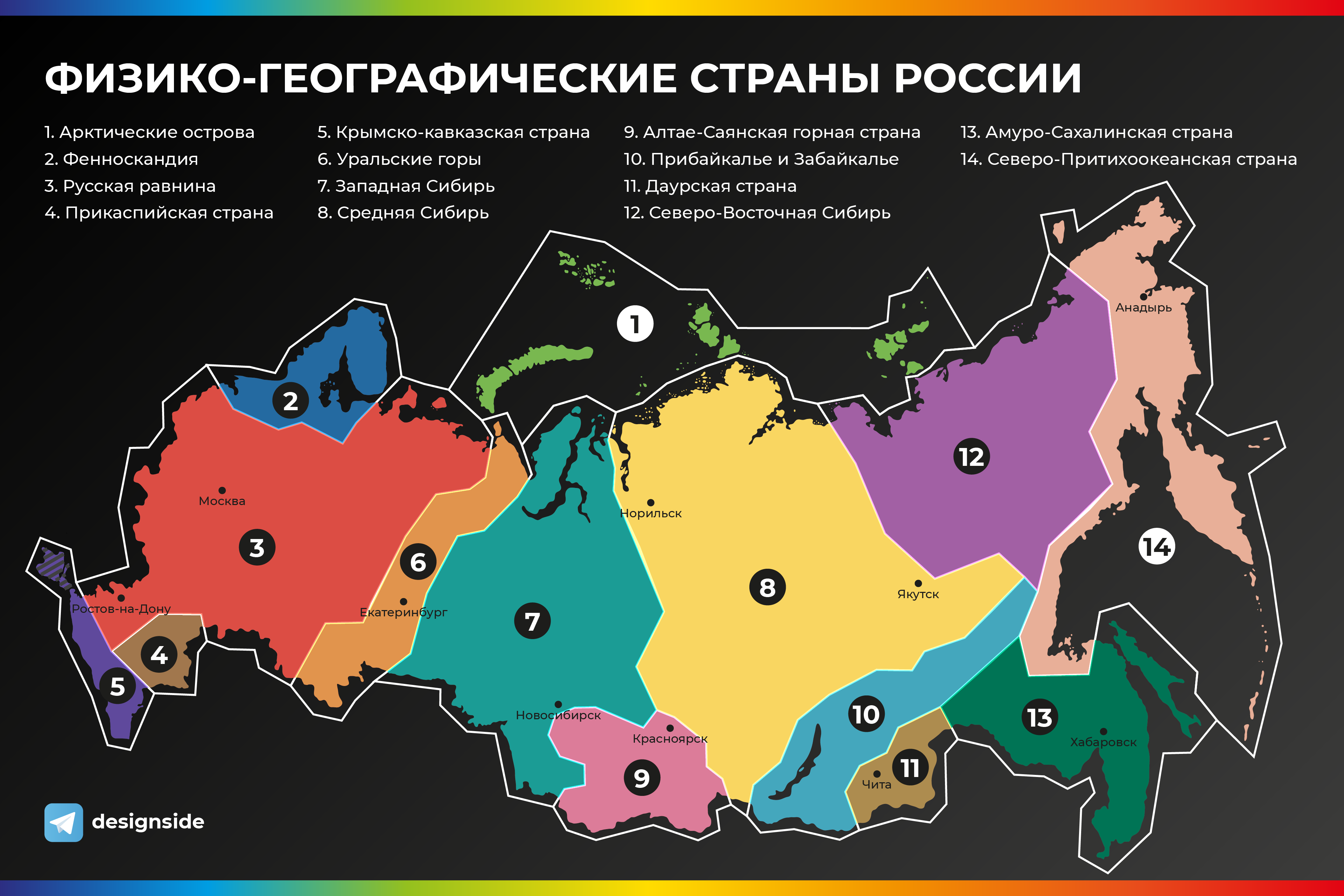
Инфографика с физико-географическими странами России

Физико-географическая страна (природная страна) — это обширная часть материка, соответствующая крупной тектонической структуре и достаточно единая в орографическом отношении, характеризующаяся общностью макроциркуляционных процессов и своеобразной структурой географической зональности (набором природных зон или спектром высотных поясов). Физико-географическая страна относится к высшей азональной единице физико-географического районирования суши. Страна занимает площадь в несколько сот тысяч квадратных километров (Средняя Сибирь — самая крупная из стран — около 4 млн км2).
Более низкой таксонометрической ступенью является Физико-географическая область.

## Список физико-географических стран
Циркумполярный субконтинент Арктики
- Исландия
- Гренландия
- Канадский арктический архипелаг
- Островная Арктика России
- Шпицберген

ЕВРАЗИЯ
Северная и Средняя Европа
- Альпийско-Карпатская страна
- Британские острова
- Герцинская Европа
- Фенноскандия

Восточная Европа
- Восточно-Европейская равнина
- Большой Кавказ, Горный Крым
- Прикаспийская страна

Средиземноморье
- Пиренейский полуостров
- Апеннинский полуостров
- Балканский полуостров
- Левант

Переднеазиатские нагорья
- Малоазиатское нагорье
- Иранское нагорье
- Армянское нагорье

Юго-Западная Азия
- Аравийский полуостров
- Месопотамская равнина

Центральная Азия
- Северная Монголия
- Даурия
- Равнины и плоскогорья Южной Монголии и Северного Китая
- Тянь-Шань и котловины Северо-Западного Китая
- Равнины Туранской плиты и Прибалхашья
- Гиндукуш, Каракорум, Памир
- Куньлунь, Алтынтаг, Наньшань
- Центральный Казахстан
- Тибетское нагорье

Восточная Азия
- Северо-Восточный Китай и Корейский полуостров
- Центральный Китай
- Южный Китай
- Японские острова

Северная Азия
- Урал
- Западная Сибирь
- Средняя Сибирь
- Северо-Восточная Сибирь
- Корякско-Камчатско-Курильская страна
- Амурско-Приморско-Сахалинская страна
- Байкальская горная страна
- Алтайско-Саянская горная страна

Южная и Юго-Восточная Азия
- Гималаи
- Индо-Гангская равнина
- Индостан
- Шри-Ланка
- Индокитай
- Зондский архипелаг
- Филиппинские острова

СЕВЕРНАЯ АМЕРИКА
Внекордильерский Восток
- Субарктические равнины
- Лаврентийская возвышенность
- Ньюфаундленд
- Аппалачи и Приаппалачские районы
- Центральные равнины
- Великие равнины
- Береговые равнины

Кордильерский Запад
- Кордильеры Аляски и северо-запада Канады
- Кордильеры юго-запада Канады и северо-запада США
- Кордильеры юго-запада США
- Мексиканское нагорье

Центральная Америка
- Перешеек
- Острова

ЮЖНАЯ АМЕРИКА
Внеандийский Восток
- Амазония
- Равнины Ориноко
- Гвианское нагорье и Гвианская низменность
- Бразильское нагорье
- Внутренние тропические равнины
- Пампа
- Патагония
- Прекордильеры

Анды
- Карибские Анды
- Северные Анды
- Центральные Анды
- Чилийско-Аргентинские Анды
- Патагонские Анды
- Огненная Земля

АФРИКА
Северная Африка
- Атласская горная страна
- Сахара
- Суданские равнины

Центральная Африка
- Северно-Гвинейский регион
- Котловина Конго

Восточная Африка
- Эфиопское нагорье и плато Сомали
- Восточно-Африканское нагорье
- Мадагаскар

Южная Африка
- Южно-Африканское нагорье
- Капские горы

АВСТРАЛИЯ
Западная Австралия
- Северная Австралия
- Западно-Австралийские плато и плоскогорья
- Центральная равнина
- Юго-Запад

Восток Австралии
- Северо-Восток
- Юго-Восток
- Тасмания

ОКЕАНИЯ
Меланезия и Новая Зеландия
- Новая Гвинея и прилегающие острова
- Новая Каледония, Новые Гебриды и Фиджи
- Новая Зеландия

Микронезия и Полинезия
- Микронезия
- Центральная и Южная Полинезия
- Северная Полинезия

АНТАРКТИДА
- Восточная Антарктида
- Антарктические Анды